# Party Wire
Party Wire ist eine US-amerikanische Filmkomödie aus dem Jahr 1935 von Erle C. Kenton mit Jean Arthur und Victor Jory in den Hauptrollen. Der Film wurde von Columbia Pictures produziert und basiert auf dem gleichnamigen Roman von Bruce Manning.

## Handlung
Matthew Putnam wird von seiner alten, bettlägerigen Tante Nettie in seine kleine Heimatstadt Rockridge zurückgerufen, nachdem er sieben Jahre lang in Europa studiert und vergnügt gelebt hatte. Sie ist müde und möchte, dass er die Leitung von des Familienbetriebs und größten Arbeitgeber der Stadt übernimmt. Jede Mutter mit einer heiratsfähigen Tochter ist von der Rückkehr des reichen jungen Mannes begeistert, so auch Mathilda Sherman. Matthew zeigt jedoch kein Interesse an Mathildas Tochter Irene.
Als Matthew seinen guten Freund Will Oliver besucht, ist er angenehm überrascht, wie erwachsen und schön Wills Tochter Marge geworden ist. Seine Abneigung, in der Stadt zu bleiben, verflüchtigt sich, als er immer mehr Zeit mit ihr verbringt und mit ihr in der Bank, in der sie arbeitet, flirtet. Das passt Marges Verehrer Roy Daniels nicht. Als Roy um ihre Zuneigung wirbt, weist sie ihn ab, daher beschließt er, am nächsten Tag nach New York City zu fahren. Marge ist bis spät in die Nacht wach und versucht, die Finanzen der Kirche auszugleichen, für die sie und Roy verantwortlich sind. Schließlich ruft ein wütender Will über einen Gemeinschaftsanschluss (auf Englisch Party Wire) an und hinterlässt Roy eine wütende Nachricht, er solle vorbeikommen, um das Chaos zu bereinigen, bevor er die Stadt verlässt. Das Gespräch wird von anderen Teilnehmern gehört. Sie interpretieren die Nachricht jedoch falsch und nehmen an, dass Roy Marge geschwängert hat und versucht, die Stadt zu verlassen, ohne sie zu heiraten.
Mathilda ist entzückt über den angeblichen Skandal und drängt ihren Ehemann Tom, den Präsidenten der Sherman Bank, dazu, Marge zu entlassen. Sie disqualifiziert auch Marges Gewinnerbeitrag für die prestigeträchtige jährliche Blumenschau. Marge und Matthew sind sich der Gerüchte nicht bewusst. Er macht ihr einen Heiratsantrag, den sie annimmt, vorausgesetzt, sie heiraten am nächsten Tag. Als Matthew zu spät zu ihrer Hochzeit kommt, nimmt Marge an, dass er sie doch nicht liebt. Will, der herausgefunden hat, dass sein Anruf das ganze Chaos ausgelöst hat, will sich erschießen, vermasselt seinen Selbstmord jedoch und überlebt mit nur einer leichten Kopfverletzung. Marge und Mathew erfahren unabhängig voneinander von den hässlichen Geschichten, die über Marge im Umlauf sind. Matthew beschließt, der Stadt eine Lektion zu erteilen.
Zunächst transferiert er sein gesamtes Geld von der Sherman Bank, was zu deren Zusammenbruch führen würde, und ordnet an, alle 300 örtlichen Arbeiter durch Auswärtige zu ersetzen. Angesichts der Zerstörung ihrer Gemeinde organisieren die Arbeiter eine Versammlung im neuen Rathaus, an der Matthew teilnimmt. Bevor die Dinge völlig außer Kontrolle geraten, taucht Matthews Tante Nettie auf, die seit fünfzehn Jahren ihr Bett nicht verlassen hat, und erteilt den Stadtbewohnern eine Standpauke für ihre bösartigen Gerüchte, indem sie ihre eigenen vergangenen Missetaten zur Sprache bringt.
Schließlich wird alles geklärt und das Paar schleicht sich in die nahegelegene Stadt Springfield, um zu heiraten. Die zerknirschten Stadtbewohner haben ihr Verhalten jedoch nicht geändert. Eine von dem Paar vorgetäuschte Meinungsverschiedenheit zwischen den Frischvermählten darüber, wo sie ihre Flitterwochen verbringen sollten, wird von Bert West als ausgewachsener Streit angesehen und falsch wiedergegeben.

## Hintergrund
Gedreht wurde der Film vom 14. Februar bis zum 7. März 1935.
Stephen Goosson oblag die künstlerische Leitung. Charles C. Coleman arbeitete als Regieassistent.

## Veröffentlichung
Die Premiere des Films fand am 27. April 1935 statt. In der Bundesrepublik Deutschland wurde er am 16. Oktober 1981 im deutschen Fernsehen ausgestrahlt.

## Kritiken
Im Portal Vienna’s Classic Hollywood wurde befunden, dass die Mischung aus Komödie und Drama einfach nicht funktioniere. Der Film hätte auf einem leichteren Niveau gehalten werden sollen. Zugleich verwies der Autor auf das Filmposter, auf dem steht, dass der Film zum Lachen geschrieben und gedreht wurde (siehe Eintrag bei Allmovie.com). Ein Kritikpunkt war die fehlende Chemie zwischen Jean Arthur und Victor Jory.
In ihrem Portal Laura’s Miscellaneous Musings schrieb Laura Grieve, die warnende Schlussfolgerung des Films sei, dass Menschen sich manchmal weigern, aus ihren Fehlern zu lernen. Es sei ein interessanter, etwas ungewöhnlicher Film, den es sich anzusehen lohne.
Das Lexikon des internationalen Films schrieb: „Eine der kleinen Hollywood-Komödien aus der langen Reihe von Filmen, die E.C. Kenton für das Kino der dreißiger und vierziger Jahre inszenierte, bevor er zum Fernsehen wechselte.“